# Борсук, Павел Афанасьевич
Павел Афанасьевич Борсук (12 ноября 1922 — 10 января 2019) — российский учёный, инженер-металлург. Лауреат Ленинской премии (1967) и премии Совета Министров СССР (1986).
Родился в с. Харсики Ченухинского района Полтавской области УССР.
В 1941 окончил техникум. Участник Великой Отечественной войны. Награждён орденами Отечественной войны I степени, Славы III степени, медалями. В 1943 тяжело ранен и получил инвалидность.
В 1948 окончил Московский институт стали. В 1948-1951 работал в Чимкенте на заводе прессов-автоматов им. Калинина.
С 1951 г. - в НПО ЦНИИ технологии машиностроения: аспирант, м.н.с., старший научный сотрудник, заведующий лабораторией, с 1967 главный научный сотрудник.
Кандидат технических наук (1955). Доктор технических наук (1972), профессор (1980).
Разработчик технологии получения жидких самотвердеющих смесей для изготовления литейных форм и стержней, создатель промышленного производства высокоэффективных связующих материалов и смесей, изготовления на их основе стержней и форм.
Автор более 100 патентов, 74 авторских свидетельств на изобретения. Опубликовал 2 монографии.
Лауреат Ленинской премии (1967), премии Совета Министров СССР (1986).